# Й
Cette page contient des caractères spéciaux ou non latins. S’ils s’affichent mal (▯, ?, etc.), consultez la page d’aide Unicode.
I bref (capitale Й, minuscule й) est une lettre de l’alphabet cyrillique. Il s’agit d’un I (И) surmonté d’une brève. Elle est utilisée dans de nombreuses langues et représente le son /j/.

## Usage
La lettre Й occupe la 11e position des alphabets russe et biélorusse, la 10e de l’alphabet bulgare et la 14e de l’alphabet ukrainien. Dans ces langues, elle se prononce /j/ et apparaît toujours après une voyelle, sauf éventuellement dans des mots étrangers (par exemple йога « yoga » ou Йемен « Yémen » en russe).
Cette lettre existe aussi dans de nombreuses langues non slaves écrites en alphabet cyrillique : kazakh, mongol, lezguien, mari… Selon les langues et les systèmes de transcription utilisés, Й peut être transcrite en alphabet latin par ‹ j ›, ‹ y ›, ‹ i ›, ‹ ï ›, ‹ ĭ ›, etc.
En serbe cyrillique et en macédonien, cette lettre n’existe pas ; on utilise à la place Ј.

## Représentation informatique
- Unicode :
  - Capitale Й : U+0419
  - Minuscule й : U+0439